# Lena Grebak

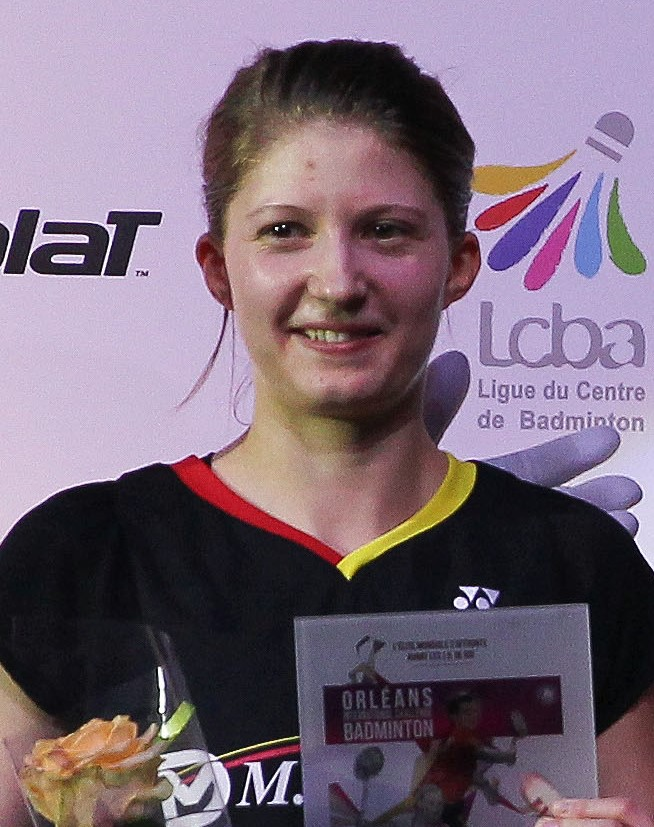
Lena Grebak

Lena Grebak (* 18. September 1991) ist eine dänische Badmintonspielerin.

## Karriere
Lena Grebak wurde 2007 Jugendeuropameisterin mit dem dänischen Team. 2006 und 2008 gewann sie drei Nachwuchstitel in ihrer Heimat. 2009 nahm sie an den Badminton-Juniorenweltmeisterschaften teil. 2010 siegte sie bei den Cyprus International, 2013 bei den Denmark International und 2014 bi den  Finnish Open.

## Sportliche Erfolge
| Saison | Veranstaltung         | Disziplin | Platz | Name                                   |
| ------ | --------------------- | --------- | ----- | -------------------------------------- |
| 2013   | Denmark International | Mixed     | 1     | Anders Skaarup Rasmussen / Lena Grebak |
| 2014   | Finnish Open          | Mixed     | 1     | Anders Skaarup Rasmussen / Lena Grebak |